# Хайрудинов, Сергей Рафикович
Сергей Рафикович Хайрудинов (род. 23 июня 1981, Грозный, Чечено-Ингушская АССР, РСФСР, СССР) — российский военнослужащий, в звании генерал майор. Командир 21 бригады оперативного назначения, центрального округа Федеральной службы войск национальной гвардии Российской Федерации. Герой Российской Федерации.

## Биография
Сергей Хайрудинов родился в 1981 году в городе Грозный Чечено-Ингушской АССР (Чеченская Республика). Там же окончил среднюю школу. В школьные годы активно увлекался спортом, занимался дзюдо.
После окончания учёбы с отличием военного института, проходил службу во Внутренних войсках Министерства внутренних дел Российской Федерации (с 2016 года — в Войсках национальной гвардии Российской Федерации, Росгвардия).
Начинал Хайрудинов службу в Грозном в 46-й бригаде оперативного назначения Северо-кавказского регионального командования внутренних войск, где приобрёл свой первый боевой опыт в борьбе с террористическими формированиями.
В мае 2018 года Хайрудинов был назначен командиром 26-го отряда специального назначения «Барс», входящего в состав Приволжского округа Росгвардии (пункт дислокации — город Казань, Татарстан). 1 октября 2020 года полковник Хайрудинов сдал экзамен на право ношения крапового берета.
Принимал участие во вторжении России на Украину. Продолжает служить в своей части.

## Звания и награды
- Герой Российской Федерации (Указом Президента Российской Федерации («закрытым») за мужество и героизм, проявленные при исполнении воинского долга, полковнику Хайрудинову Сергею Рафиковичу присвоено звание Героя Российской Федерации с вручением знака особого отличия — медали «Золотая Звезда»)[7][8][9];
- Орден Мужества;
- Медаль ордена «За заслуги перед Отечеством» II степени;
- Медаль «За отвагу»;
- Медаль «За проявленную доблесть» II-й степени (Росгвардия);
- Медаль «За отличие в службе» I степени (Росгвардия);
- Медали «За отличие в службе» II и III степени (МВД);
- Юбилейная медаль «200 лет внутренним войскам МВД России»;
- Памятная медаль «5 лет Федеральной службе войск национальной гвардии Российской Федерации и 210 лет войскам правопорядка России»;
- Памятная медаль «Участнику специальной военной операции» (Росгвардия);
- Медаль «За укрепление боевого содружества» (Минобороны России);
- Орден «Дуслык».